# Chet Baker Sings
Chet Baker Sings ist ein Studioalbum des US-amerikanischen Jazz-Trompeters Chet Baker. Das Album enthält von Baker gesungene Jazzstandards und wurde erstmals 1954 von Pacific Jazz Records veröffentlicht. 1956 folgte eine Neuauflage.
Baker und sein Album wurden zu Symbolen für die entspannte und intime Atmosphäre, die mit dieser Stilrichtung verbunden ist. Durch seine minimalistische Herangehensweise an das Singen und seine Fähigkeit, Emotionen durch subtile Nuancen auszudrücken, eröffnete Baker neue Möglichkeiten für die Ausdruckskraft des Jazzgesangs.

## Hintergrund
Das Album wurde 1954 zunächst im Single-Format als 10″ und Doppel-7″ veröffentlicht. 1956 kam es als Langspielplatte mit sechs weiteren Tracks auf den Markt, welche im Juli 1956 im Forum Theatre eingespielt wurden. 1988 erschien Chet Baker Sings erstmals auf Compact Disc.
Auf dem Album ist eine gesungene Aufnahme von My Funny Valentine enthalten, mit einer früheren Version aus dem Jahr 1952 feierte Chet Baker als Trompeter zusammen mit dem Quartett von Gerry Mulligan bereits einen Erfolg.
Die Fotografie auf dem Albumcover, die Baker singend im Tonstudio zeigt, stammt von William Claxton. Die LP-Version von 1956 erhielt ein überarbeitetes, mehrfarbiges Cover.

## Besetzung
- Chet Baker – Gesang, Trompete
- Russ Freeman – Piano, Celesta
- Carson Smith – Kontrabass (Tracks 7 bis 14)
- Jimmy Bond – Kontrabass (Tracks 1 bis 6)
- Bob Neel – Schlagzeug (Tracks 7 bis 14)
- Lawrence Marable – Schlagzeug (Tracks 3, 4, 6)
- Peter Littman – Schlagzeug (Tracks 1, 2, 5)

## Titelliste

### 10″-Veröffentlichung (1954)
Chet Baker: Chet Baker Sings (Pacific Jazz – PJLP-11)
Seite 1
1. But Not for Me (George Gershwin, Ira Gershwin) – 3:04
2. Time After Time (Jule Styne, Sammy Cahn) – 2:46
3. My Funny Valentine (Richard Rodgers, Lorenz Hart) – 2:21
4. I Fall in Love Too Easily (Jule Styne, Sammy Cahn) – 3:21
Seite 2
5. There Will Never Be Another You (Harry Warren, Mack Gordon) – 3:00
6. I Get Along Without You Very Well (Except Sometimes) (Hoagy Carmichael) – 2:59
7. The Thrill Is Gone (Lew Brown, Ray Henderson) – 2:51
8. Look for the Silver Lining (Jerome Kern, Buddy DeSylva) – 2:39

### LP-Veröffentlichung (1956)
Chet Baker: Chet Baker Sings (Pacific Jazz PJ-1222, World Pacific Records PJ-1222)
Seite 1
1. That Old Feeling (Lew Brown, Sammy Fain) – 3:03
2. It’s Always You (Jimmy Van Heusen, Johnny Burke) – 3:35
3. Like Someone in Love (Jimmy Van Heusen, Johnny Burke) – 2:26
4. My Ideal (Newell Chase, Leo Robin, Richard A. Whiting) – 4:22
5. I’ve Never Been in Love Before (Frank Loesser) – 4:29
6. My Buddy (Walter Donaldson, Gus Kahn) – 3:19
Seite 2
7. But Not for Me (George Gershwin, Ira Gershwin) – 3:04
8. Time After Time (Jule Styne, Sammy Cahn) – 2:46
9. I Get Along Without You Very Well (Except Sometimes) (Hoagy Carmichael) – 2:59
10. My Funny Valentine (Richard Rodgers, Lorenz Hart) – 2:21
11. There Will Never Be Another You (Harry Warren, Mack Gordon) – 3:00
12. The Thrill Is Gone (Lew Brown, Ray Henderson) – 2:51
13. I Fall in Love Too Easily (Jule Styne, Sammy Cahn) – 3:21
14. Look for the Silver Lining (Jerome Kern, Buddy DeSylva) – 2:39

## Rezeption
Die deutschsprachige Ausgabe des Magazins Rolling Stone wählte Chet Baker Sings auf Platz 36 der 100 besten Jazz-Alben.
Der New Musical Express führt das Album auf Platz 415 der 500 besten Alben aller Zeiten.
2001 wurde das Album in die Grammy Hall of Fame aufgenommen.